# Olof Sundin

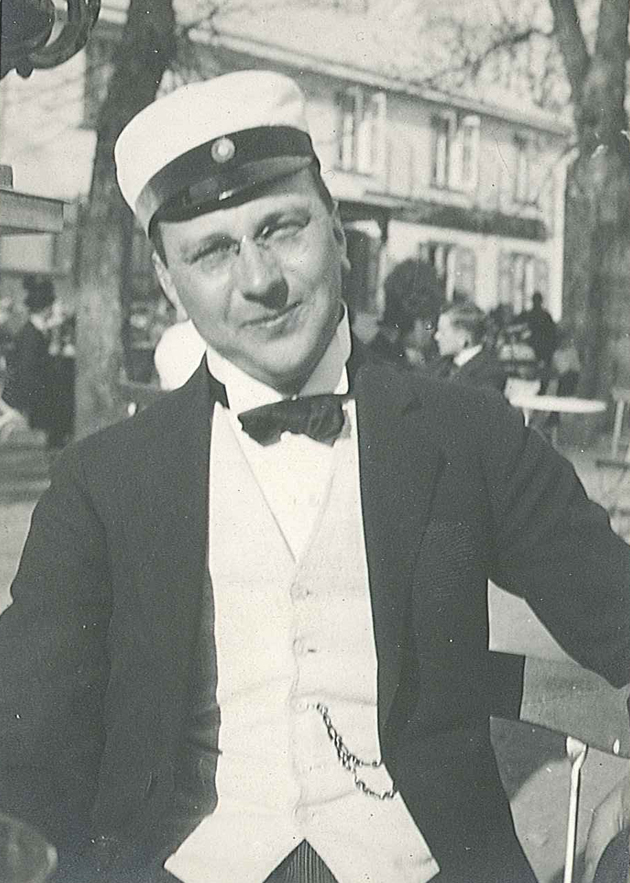
Olof Sundin på en uteservering under sin lundatid.

Olof Fredrik Sundin (ofta kallad Olle Sundin), född den 19 januari 1886 i Halmstad, död den 26 december 1928 i Södertälje, var en svensk arkeolog och anstaltsdirektör.
Efter studentexamen i Halmstad 1908 studerade Sundin vid Uppsala universitet 1908–1911 (våren 1910 vid Helsingfors universitet) och därefter vid Lunds universitet, där han blev filosofie licentiat i arkeologi 1918. År 1912 blev han extra ordinarie och 1913 ordinarie amanuens vid Lunds universitets historiska museum. 
Under lundaåren var Sundin en framträdande gestalt i studentlivet. Han var 1913 kurator i Göteborgs nation, där han senare blev hedersledamot. Under tre mandatperioder, 1914, 1915 och 1919, var han ordförande för Lunds studentkår. Som sådan var han under den sista perioden bland annat en av initiativtagarna till inrättandet av en lundensisk kårtidning, vilken året därpå realiserades i form av Lundagård.
År 1922 efterträdde Sundin David Lund i befattningen som direktör för åkerbrukskolonin Hall vid Södertälje. Han fortsatte dock parallellt med detta även med viss arkeologisk verksamhet.
Sundin hade redan under sin studenttid engagerat sig i frågor om nordiskt utbyte, och var under flera år sekreterare i Föreningen Nordens sydsvenska krets. Han framträdde även som tillfällighetsskald och översatte Friedrich Schillers Das Lied von der Glocke (Sången om klockan, C. W. Lindström, 1918).